# جام قهرمانی فوتبال ایران ۱۳۴۱

دارایی دهه چهل خورشیدی

جام قهرمانی فوتبال ایران ۱۳۴۱ پنجمین دوره جام قهرمانی فوتبال ایران است که توسط فدراسیون فوتبال ایران برگزار شد .در این دوره دارایی تهران که فصل بی‌نظیری را رقم زده بود قهرمان شد.
تیم دارایی تهران  بعد از مدتی دچار افت شده بود  به تدریج به شرایط ایده آل بازگشت. دارایی با کسب دو نایب قهرمانی در تهران به استقبال دهه چهل رفت و فصل ۴۱– ۱۳۴۰ با کسب هر دو جام باشگاه‌های تهران  و  جام حذفی فوتبال تهرانبرای تمامی مدعیان  حریفی قدرتمند نشان داد. پیروزی های پر گل دارایی در هر دو جام پایتخت بیش از پانزده هزار هوادار  این تیم را به ورزشگاه امجديه میکشاند.
رقابت‌های جام  قهرمانی ایران در  پنج منطقه برگزار شد و تیم‌های برتر هر منطقه راهی اصفهان شدند. 
فاصله‌ی  قدرت دارایی با سایر تیم‌ها به گونه ای بود که  تقریبا تمام تیم‌ها میدانستند این تیم  جام را تصاحب خواهد کرد و در پایان هم این اتفاق رقم خورد. 
فیروزه‌ای‌پوشان  با پشت سر گذاشتن تمامی رقبا برای نخستین بار قهرمان ایران شدند  تا دارایی اولین باشگاهی باشد که موفق به کسب سه‌گانه می شود. استقبال هواداران دارایی در زمان بازگشت این تیم به تهران تا آن زمان بی سابقه بود 
کلنی مموریال تبریز که کمر به قهرمانی بسته بود  به سنت ادوار قبل از باشگاه های تبریزی بهترین بازیکنان را به عنوان یار کمکی جذب کرده، تیمی قدرتمند روانه مرحله پایانی کرده  بود اما برای کسب جام از پس دارایی بر نیامد و به  نایب قهرمانی بسنده کرد. این آخرین حضور دارایی  در جام قهرمانی فوتبال ایران بود.

## سه‌گانه
باشگاه فوتبال دارایی تهران  در سال ۱۳۴۱ خورشیدی موفق شد ابتدا قهرمانی جام باشگاههای  تهران را از آن خود کند. در پی این قهرمانی با حمایت هوادارانش  تمامی رقبا را در  جام حذفی فوتبال تهران هم پشت سر گذاشت و دو گانه  پایتخت را برای نخستین بار به‌دست آورد و بعد از تاج تهران  دومین تیم ایران است که به این مهم دست یافت. اما دارایی که به دنبال اولین قهرمانی ایران بود  با تیمی قدرتمندتر از رقابت‌های پایتخت روانهٔ مسابقات اصفهان شد و با تصاحب جام قهرمانی فوتبال ایران به اولین تیمی تبدیل شد که در فوتبال ایران توفیق کسب سه‌گانه را داشته است این آخرین باری بود که دارایی چنین قدرت‌نمایی کرد. رکورد یکه‌تازی دارایی بسیار زیبا بود.

## پیوندها
جام قهرمانی فوتبال ایران ۱۳۴۳
جام قهرمانی فوتبال ایران ۱۳۳۹
دو گانه ( فوتبال)
سه‌گانه (فوتبال)